# Řepora
Das Freilichtmuseum Řepora (früherer Name Tuležim) ist ein Museum am südwestlichen Stadtrand von Prag bei der U-Bahn-Station Stodůlky im Stadtteil Řeporyje und stellt ein böhmisches Dorf des 14. Jahrhunderts dar.
Das Museumsdorf entstand ab 1999 auf dem Gelände einer ehemaligen Tongrube, wobei sowohl die verwendeten Materialien als auch die Bautechniken denen des späten Mittelalters entsprachen, was indes auch Folgen hinsichtlich der Feuersicherheit mit sich brachte. Das Dorf wurde nach dem Konzept eines lebenden Museums errichtet, was zum Beispiel auch eine Tierhaltung beinhaltete. Es gibt unter anderem eine Töpferei, eine Schmiede, Fischerhäuser und Gehöfte, eine mittelalterliche Taverne und eine Kirche mit Friedhof. Das Museum ist von einer Palisade mit Türmen und Toren umgeben. Außerhalb des unmittelbaren Ensembles befinden sich auch eine Kultstätte und Götterfiguren aus vorchristlicher Zeit.
Das Museum wird gelegentlich für Dreharbeiten verwendet, zum Beispiel diente es als Kulisse für den historischen Film aus der Reformationszeit: „Himmel und Hölle“ (2017). Für die Öffentlichkeit ist das Freilichtmuseum seit 2013 geschlossen.
Seit 2003 gab es mehrfach Brände, die Teile der Bauten zerstörten und auch einigen dort gehaltenen Schafen das Leben kosteten; das letzte Feuer brannte im Oktober 2020. Zumindest in einem Fall hat man als Ursache Brandstiftung ermittelt, wobei der Täter jedoch nie gefasst werden konnte.

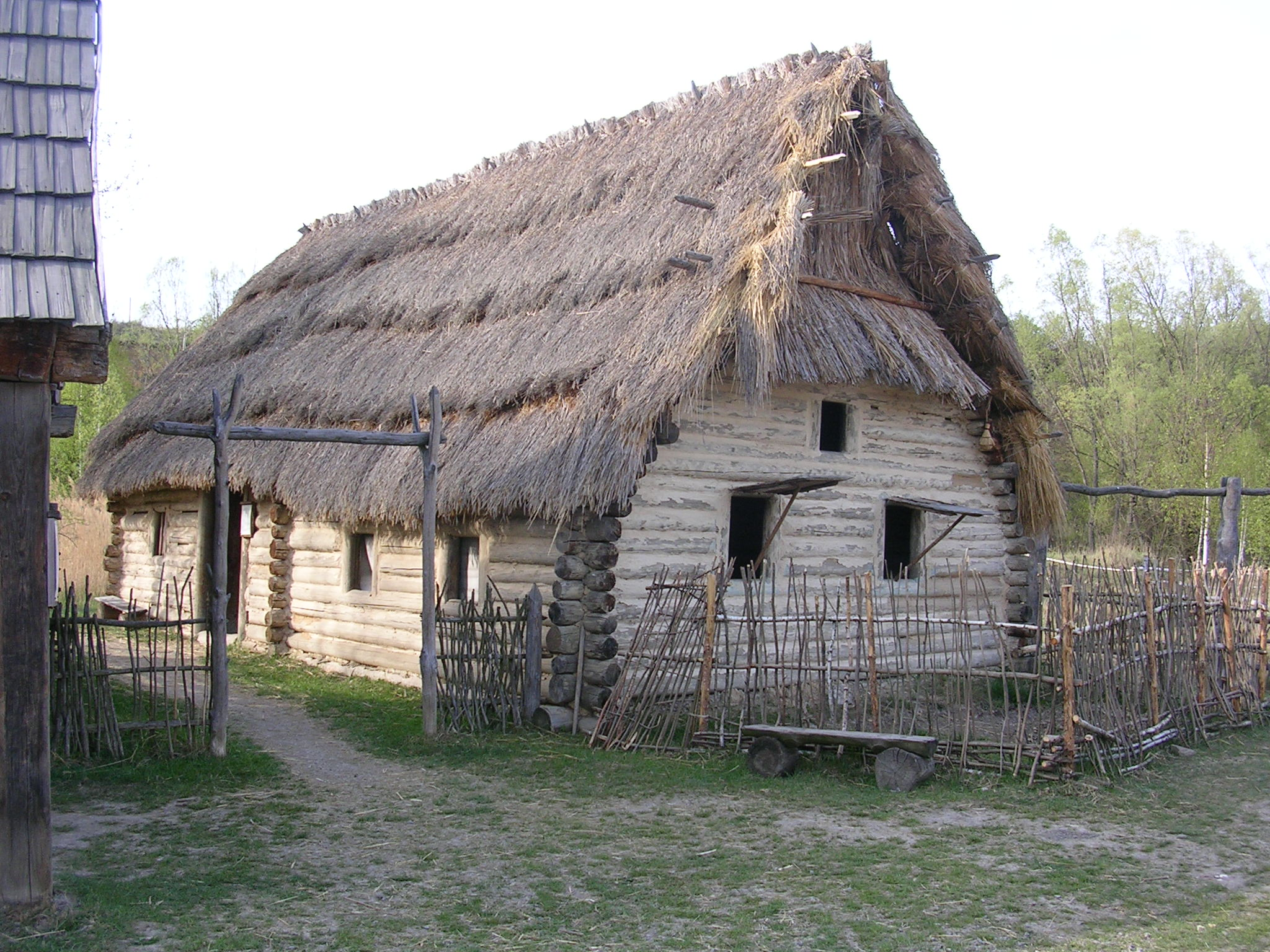
Wohnhaus
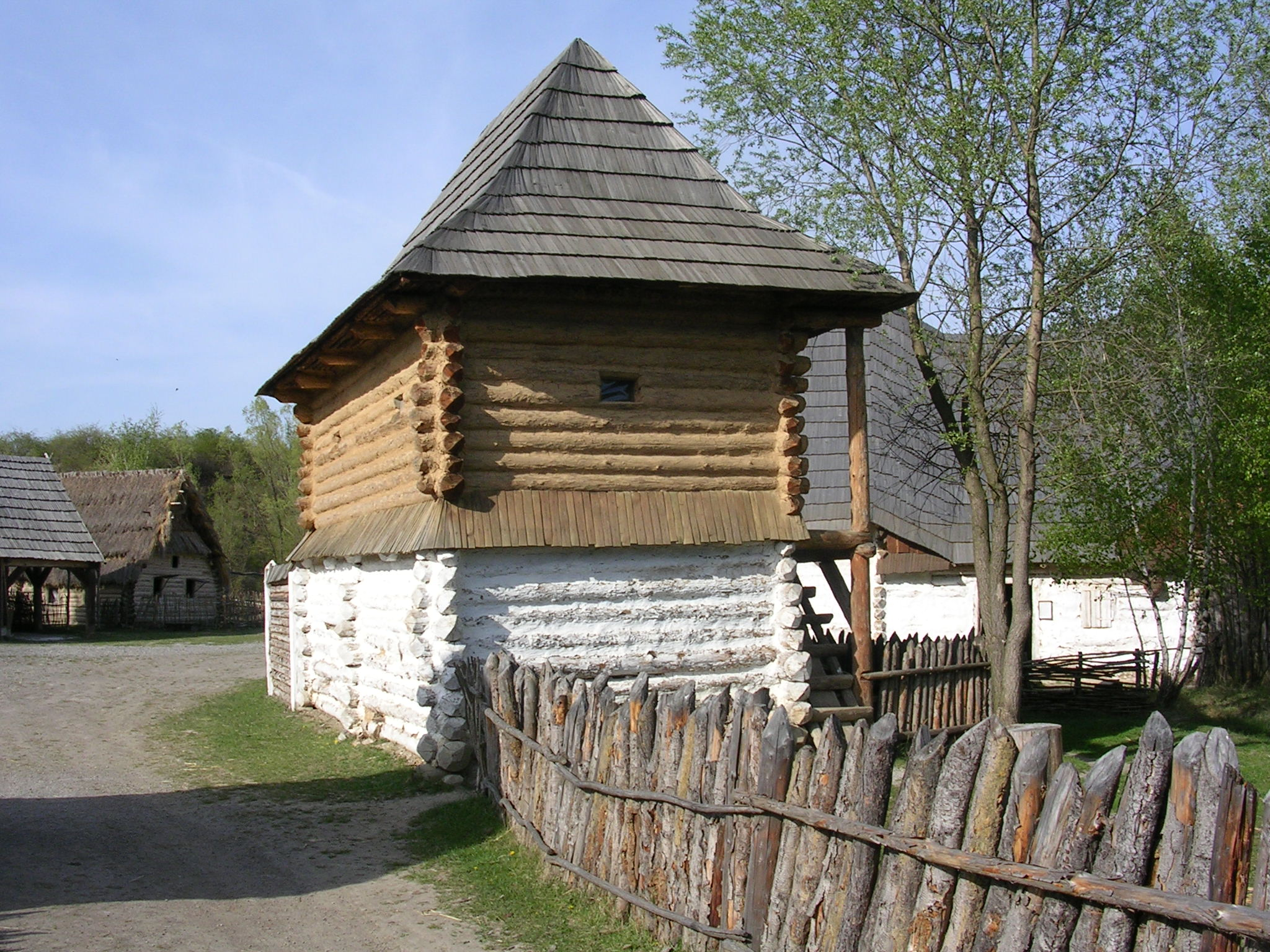
Kornspeicher
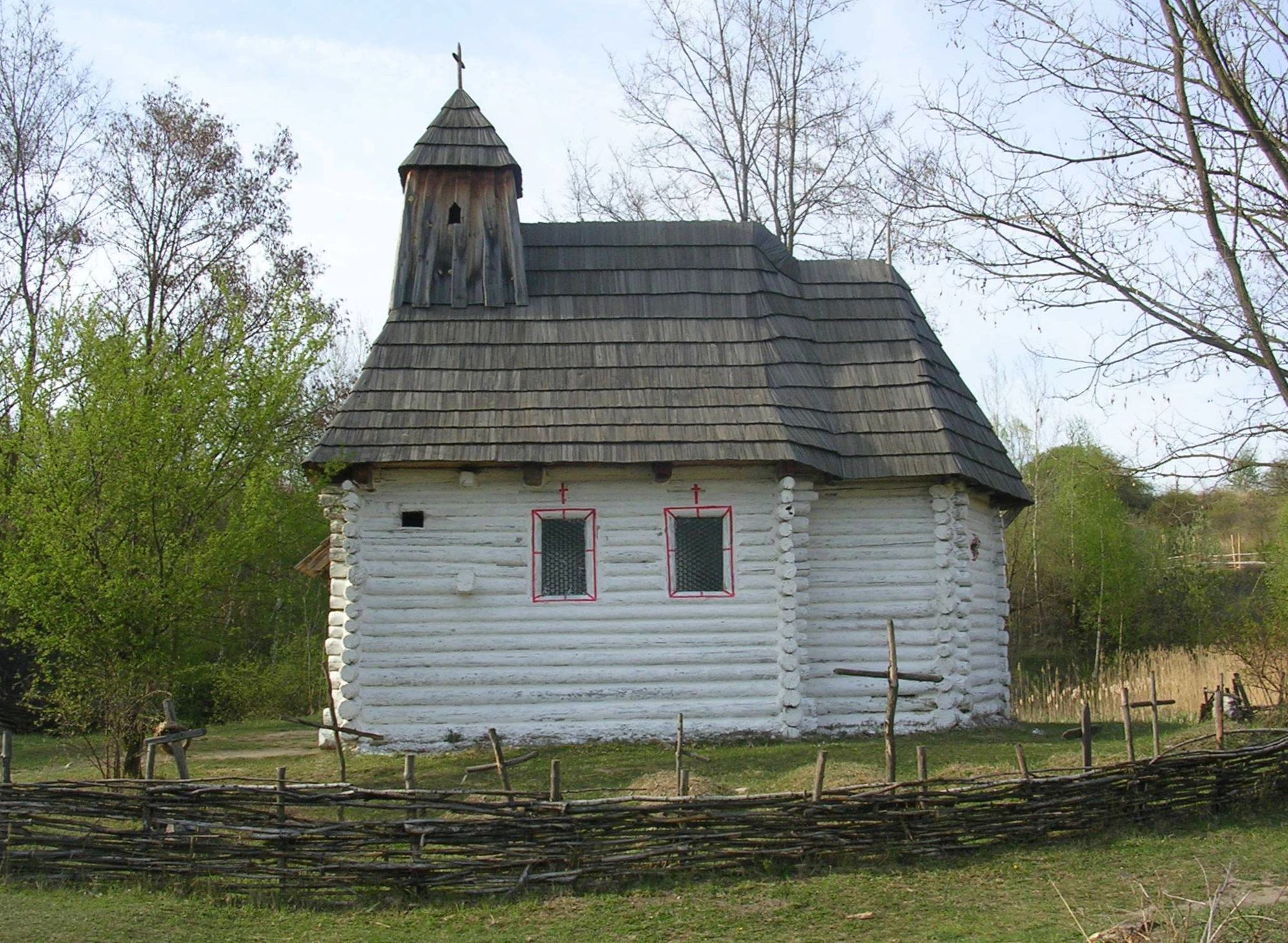
Kirche